# Mount Olympus (Utah)
Mount Olympus é uma antiga Região censo-designada localizada no estado norte-americano do Utah, no Condado de Salt Lake.

## Demografia
Segundo o censo norte-americano de 2000, a sua população era de 7103 habitantes.

## Geografia
De acordo com o United States Census Bureau, tem uma área de 8,8 km², dos quais 8,8 km² cobertos por terra e 0,0 km² cobertos por água.

## Localidades na vizinhança
O diagrama seguinte representa as localidades num raio de 8 km ao redor de Mount Olympus.